# Neoserica ciliatipennis
Neoserica ciliatipennis är en skalbaggsart som beskrevs av Moser 1924. Neoserica ciliatipennis ingår i släktet Neoserica och familjen Melolonthidae. Inga underarter finns listade i Catalogue of Life.